# Murături
Les murături (en romanès per adobats) són verdures o fruites escabetxades en salmorra, vinagre o sal, tal com es fa tradicionalment a les cuines de Romania i Moldàvia. Els adobats es fabriquen normalment amb aliments de cultiu local com remolatxa, cogombre, tomàquet verd (romanès: gogonele), pastanagues, col, pebrots, melons, bolets, naps, api i coliflor.